# Buitenspel (film)
Buitenspel is een Belgische film uit 2005 van Jan Verheyen met onder anderen Ilya Van Malderghem, Joke Devynck, Filip Peeters, Peter Bulckaen, Warre Borgmans, Michael Pas, Kris Piekaerts en Ninke Gryp. De film is een Belgische versie van de Nederlandse film In Oranje uit 2004.
De hoofdrolspeler Gilles is twaalf jaar oud en droomt ervan om profvoetballer te worden. Zijn vader, Bert, steunt Gilles door dik en dun. Hij is niet alleen zijn trouwste supporter, maar ook zijn trainer.

## Verhaal
Elk weekend staan overal in Vlaanderen duizenden trotse en nerveuze papa's hun voetballende zonen aan te moedigen, de scheidsrechter verrot te schelden en luidop het gezag van de trainer te ondermijnen. Zo ook Bert (Filip Peeters), die maar wat blij is dat zijn twaalfjarige zoon Gilles (Ilya Van Malderghem) een talentrijk en gedreven voetballer is. Het was immers ooit de droom van Bert om het helemaal te maken als professioneel voetballer, een droom die door een knieblessure aan diggelen werd geslagen. Hij runt nu samen met zijn vrouw Anne (Joke Devynck) een buurtwinkel en dat doet hij met meer enthousiasme dan zakelijk inzicht. Papa Bert is niet alleen de trouwste supporter van Gilles, het is ook zijn persoonlijke trainer. Vader en zoon brengen het grootste deel van hun vrije tijd samen door, oefenend op traptechniek en speldoorzicht. Want voor Gilles nadert een belangrijke dag: er komt een scout kijken die jonge voetballers rekruteert voor het nationale jeugdelftal van de Rode Duivels. En dát is de droom, de ambitie van Gilles: spelen in het Koning Boudewijnstadion, als Rode Duivel. Maar dan, totaal onverwacht, sterft Bert en het leven van Gilles stort in elkaar. Niet alleen verliest hij zijn vader, zijn vriend, zijn supporter en zijn trainer, er komen ook nogal wat financiële lijken uit de kast vallen. Onder impuls van boekhouder Joris (Peter Bulckaen) doet Anne een poging om hun buurtwinkel te redden, maar dan moet iedereen inspringen, ook Gilles en zijn zusje Emma. Voor Gilles wordt het een moeilijke zoektocht naar zijn plaats in het nieuwe geheel. En is er in dat nieuwe geheel nog wel ruimte voor trainingen, voetballen – en een carrière als Rode Duivel?

## Rolverdeling
| Acteur                  | Personage                 |
| ----------------------- | ------------------------- |
| Ilya Van Malderghem     | Gilles                    |
| Joke Devynck            | Anne                      |
| Filip Peeters           | Bert                      |
| Pauline Grossen         | Emma                      |
| Peter Bulckaen          | Joris                     |
| Willy Manzi Kabera      | Désiré                    |
| Kris Piekaert           | Mark                      |
| Ninke Gryp              | Lies                      |
| Dirk Van Dijck          | Commissaris Willems       |
| Warre Borgmans          | Dr. de Vlieger            |
| Hans De Munter          | Dr. Kaaiman               |
| Stany Crets             | Trainer provinciale ploeg |
| Stan Van Samang         | Trainer ploeg Gilles      |
| Peter Van den Begin     | Scheidsrechter            |
| Félicité Mukazibera     | Oma Désiré                |
| Marijke Pinoy           | Moeder Lies               |
| Camilia Blereau         | Mevr. van de Winckel      |
| Hilde De Baerdemaeker   | Juffrouw Puttemans        |
| Tom Waes                | Vader Patrick             |
| Edmilson Paulo da Silva | Garrincha                 |